# Форд, Трент
Трент Форд (англ. Trent Ford; 16 января 1979 года) — американский актёр и модель британского происхождения.

## Ранние годы
Форд родился в городе Акрон, штат Огайо в семье тестового пилота армии США и матери-англичанки из Бирмингема. Когда Форду был всего лишь год, семья переехала в Великобританию, где он рос, живя в городах Крадли и Мальверн. Окончил Кембриджский университет со степенью по английской и немецкой литературе.

## Карьера
Снялся в таких фильмах, как «Как быть» (с Мэнди Мур в главной роли), «В глубине» (с Кирстен Данст), «Госфорд-парк», «Шлёпни её, она француженка» (с Пайпер Перабо) и «Последний сентябрь». Получил широкую известность, сыграв Жана-Поля Шарпентье, французского возлюбленного Зои Бартлет в четвёртом сезоне сериала «Западное крыло», а также будущего врага Супермена, мистера Мксизптлка в эпизоде сериала «Тайны Смолвиля».
Вместе со Скарлетт Йоханссон снялся в рекламном ролике парфюмерной серии Кельвина Кляйна Eternity Moment. Появился в гостевой роли в ситкоме канала CBS «Класс» в роли Бенджамина Чоу, всемирно-известного скрипача и парня героини Лиззи Каплан. В 2008 году снялся в независимом фильме Rez Bomb, действие которого происходит в индейской резервации в Южной Дакоте. Вместе с ним в фильме снялись Тамара Фельдман, Рассел Минс и Крис Робинсон.
В 2010 году появился в гостевой роли Тревора в сериале «Дневники вампира», а в 2011 снялся в эпизоде шоу «90210: Новое поколение».

## Фильмография
| Год       |     | Русское название           | Оригинальное название  | Роль                             |
| --------- | --- | -------------------------- | ---------------------- | -------------------------------- |
| 2000      | ф   | В глубине                  | Deeply                 | Джеймс                           |
| 2001      | ф   | Госфорд-парк               | Gosford Park           | Джереми Блонд                    |
| 2002      | ф   | Шлёпни её, она француженка | Slap Her… She’s French | Эд Митчелл                       |
| 2002—2003 | с   | Западное крыло             | The West Wing          | Жан-Поль                         |
| 2003      | ф   | Как быть                   | How to Deal            | Мейкон Форрестер                 |
| 2004      | с   | Тайны Смолвиля             | Smallville             | Михаил Мксизптлк                 |
| 2004      | с   | Основа для жизни           | Grounded for Life      | Стив                             |
| 2005      | ф   | Остров                     | The Island             | модель Кельвина Кляйна           |
| 2006      | ф   | Парк                       | Park                   | Нейтан                           |
| 2006      | мф  | Наживка для акулы          | Shark Bait             | Перси                            |
| 2007      | с   | Класс                      | The Class              | Бенджамин Чоу                    |
| 2007      | ф   | Последний сентябрь         | September Dawn         | Джонатан Сэмюелсон               |
| 2007      | с   | Жизнь как приговор         | Life                   | Джеффри Фармер                   |
| 2008      | ф   | —                          | Rez Bomb               | Скотт                            |
| 2010—2011 | с   | Дневники вампира           | The Vampire Diaries    | Тревор                           |
| 2011      | с   | 90210: Новое поколение     | 90210                  | руководитель конкурса дизайнеров |
| 2012      | ф   | —                          | Possessions            | Орландо                          |
| 2012      | кор | —                          | Shoot’er               | стрелок                          |
| 2012      | тф  | Пристанище                 | Shelter                | Тайлер Грин                      |
| 2013      | ф   | Горящая синева             | Burning Blue           | Дэниел Линч                      |
| 2013      | кор | —                          | Platypus the Musical   | Дэниел                           |
| 2013      | с   | Менталист                  | The Mentalist          | Гэвин Ярдли                      |
| 2015      | кор | —                          | Superior               | Джо                              |
| 2016      | ф   | Испытание пустыней         | Deserted               | Трой                             |